# Kloster Kommern

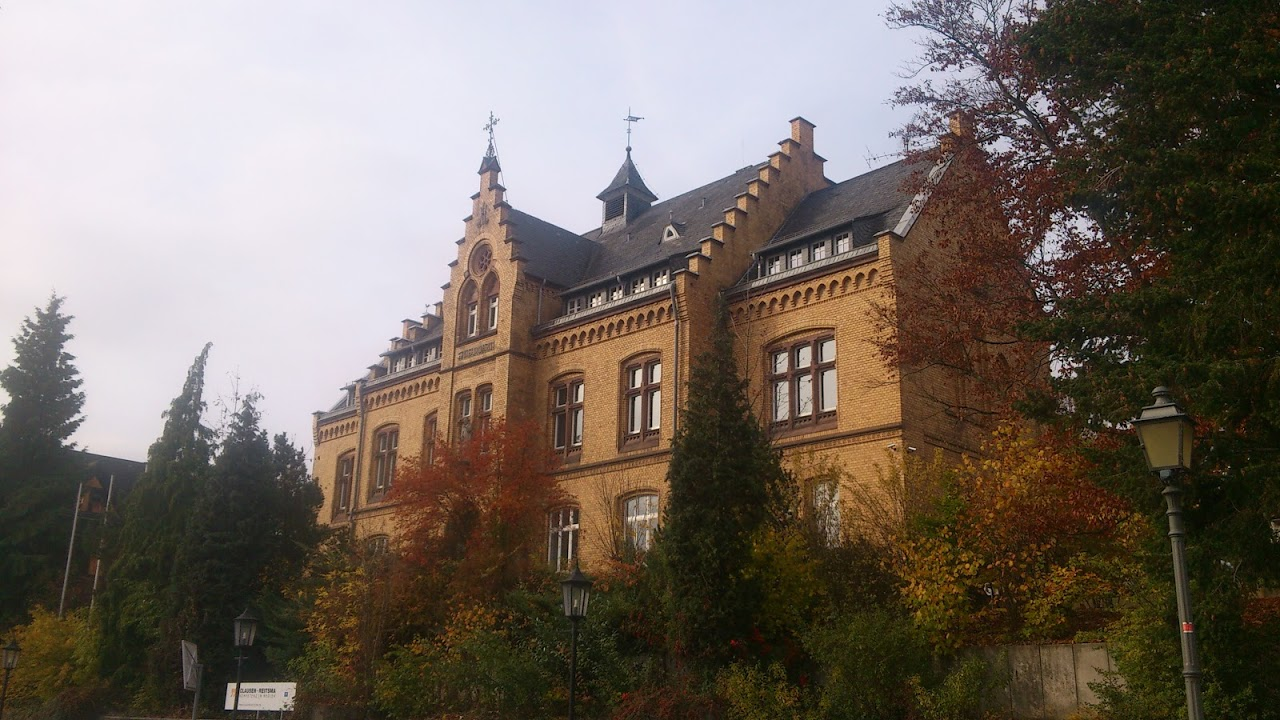
Ehemaliges Klostergebäude

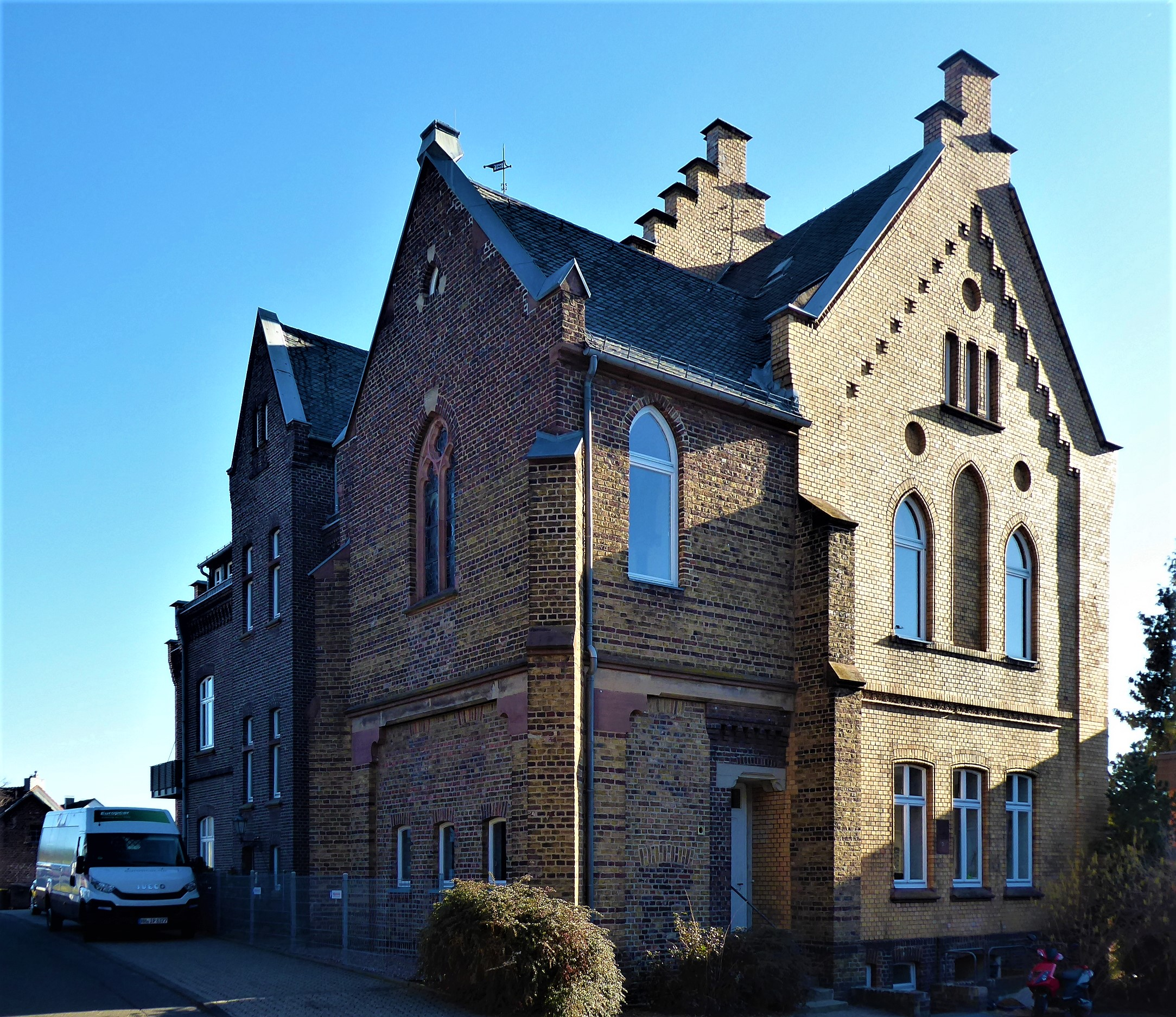
Ehemaliges Klostergebäude, Ansicht von Nordwesten

Das ehemalige Kloster Kommern ist ein Gebäudekomplex aus rotem und gelbem Backstein, der heute in der Kölner Straße 57 in der Ortsmitte von Kommern liegt, einem Ortsteil der Stadt Mechernich im Kreis Euskirchen in Nordrhein-Westfalen.

## Geschichte
Ende des 19. Jahrhunderts stiftete das Ehepaar Anna Sibilla und Josef Abels das „Anstaltsgebäude zu Commern“, mit dessen Bau 1885 begonnen wurde. 1887 übernahm der Orden der Vinzentinerinnen das Haus. Unter dem Namen „St.-Vinzenz-Haus“ diente es der stationären und ambulanten Kranken- und Armenpflege (inklusive Entbindungsstation). Außerdem betrieben die bis zu 15 Ordensschwestern ein Waisenhaus, einen Kindergarten und eine Näh- und Handarbeitsschule. Nach dem Tod des Stifters Josef Abels wurde das Haus 1908 in „St.-Josefs-Haus“ umbenannt. 1972 schlossen die Vinzentinerinnen aus finanziellen Gründen das Haus und verkauften es für eine symbolische D-Mark an die katholische Pfarrgemeinde St. Severinus (Kommern). Direkt gegenüber dem alten Kloster wurde ein zweistöckiges Gebäude neu errichtet, in das die Schwestern umsiedelten, um dort bis 2011 ein Tagungs- und Exerzitienhaus zu unterhalten.
Fast zehn Jahre nach der Schließung des St.-Josefs-Hauses wurde am 30. April 1983 im Hauptgebäude das neue Pfarrzentrum der Pfarrei St. Severinus in einer Feierstunde eingesegnet. Schon am 11. Dezember 1982 erklang in der Kapelle eine neue Orgel, die an diesem Tag ihre Weihe erhielt. Die Kosten der Sanierung und Umgestaltung des Hauses wurden mit 2.121.000 DM beziffert, davon 601.000 DM durch Eigenmittel der Kirchengemeinde. Das Kommerner Pfarrhaus lag nun zwischen Kirche und neuem Pfarrzentrum. Dieses beheimatete unter anderem eine Lehrküche der Frauengemeinschaft, eine Altentagesstätte und eine Jugendeinrichtung.
Am 5. Dezember 1989 wurde das Gebäude unter der Nummer 109 in die Liste der Baudenkmäler in Mechernich aufgenommen.

## Gegenwart
Mehrere Unternehmen nutzen die modernisierten Räumlichkeiten des ehemaligen Klosters heute als Geschäftsräume. Dazu zählen eine Werbeagentur und Unternehmen für Immobilien- und Finanzdienstleistungen. Die anderen Einheiten werden als Wohnungen genutzt.